# 5984 Lysippus
5984 Lysippus è un asteroide della fascia principale. Scoperto nel 1977, presenta un'orbita caratterizzata da un semiasse maggiore pari a 2,3815521 UA e da un'eccentricità di 0,1104267, inclinata di 5,71061° rispetto all'eclittica.